# Голан I (женский)
Голан I (англ. Golan I) — шоссейная однодневная велогонка, прошедшая по территории Сирии в 2011 году.

## История
Гонка прошла единственный раз в самом начале октября 2011 года в рамках Женского мирового шоссейного календаря UCI за день до гонки Голан II.
Маршрут гонки проходил в окрестностях Эс-Сувайды недалеко от Голанских высот и представлял собой 15-и километровый участок дороги которой проходили в формате туда, разворрот и обратоно. Общая протяжённость дистанции составила 60 км.
Победительницей стала украинка Иванна Боровиченко.

## Призёры
| Год  | Победитель         | Второй     | Третий        |
| ---- | ------------------ | ---------- | ------------- |
| 2011 | Иванна Боровиченко | Алёна Шара | Пиа Сандстедт |